# Come Get It: The Very Best of Aaron Carter
Come Get It: The Very Best of Aaron Carter è un album di raccolta del cantante statunitense Aaron Carter, pubblicato nel 2006.

## Tracce
1. Aaron's Party (Come Get It)
2. That's How I Beat Shaq
3. Bounce
4. My Internet Girl
5. I Want Candy
6. Leave It Up to Me
7. A.C.'s Alien Nation
8. Oh Aaron (con Nick Carter & No Secrets)
9. I'm All About You
10. To All the Girls
11. Another Earthquake
12. One Better